# درة قيلا طهماسبي (كوشك)
درة قيلا طهماسبي (بالفارسية: دره قیلا طهماسبی) هي منطقة سكنية تقع في إيران في قسم كوشك الريفي. يقدر عدد سكانها بـ 25 نسمة .